# Foltos meggyvágó
A foltos meggyvágó (Mycerobas melanozanthos) a madarak osztályának verébalakúak (Passeriformes) rendjébe és a pintyfélék (Fringillidae) családjába tartozó faj.
A magyar név forrással nincs megerősítve.

## Rendszerezése
A fajt Brian Houghton Hodgson angol természettudós írta le 1836-ban, a Coccothraustes nembe Coccothraustes melanozanthos néven.

## Előfordulása
Ázsiában, Bhután, Kína, India, Laosz, Mianmar, Nepál, Pakisztán, Thaiföld és Vietnám területén honos. Természetes élőhelyei a szubtrópusi és trópusi hegyi esőerdők és lombhullató erdők. Magassági vonuló.

## Megjelenése
Testhossza 22–23 centiméter, testtömege 50–74 gramm.

## Életmódja
Magokkal és bogyókkal táplálkozik.

## Természetvédelmi helyzete
Az elterjedési területe rendkívül nagy, egyedszáma pedig stabil. A Természetvédelmi Világszövetség Vörös listáján nem fenyegetett fajként szerepel.